# Cladopelma viridula
Cladopelma viridula är en tvåvingeart som först beskrevs av Carl von Linné 1767.  Cladopelma viridula ingår i släktet Cladopelma och familjen fjädermyggor. Inga underarter finns listade i Catalogue of Life.